# 39e cérémonie des Annie Awards
La 39e cérémonie des Annie Awards, organisée par l'Association internationale du film d'animation, s'est déroulée le 4 février 2012 à Los Angeles et a récompensé les films d'animations sortis en 2011.

## Palmarès

### Productions

#### Meilleur film d'animation
- Rango
  - Arrugas
  - Les Aventures de Tintin : Le Secret de La Licorne (The Adventures of Tintin : The Secret of the Unicorn)
  - Cars 2
  - Le Chat potté (Puss in Boots)
  - Chico et Rita (Chico y Rita)
  - Kung Fu Panda 2
  - Mission : Noël (Arthur Christmas)
  - Rio
  - Une vie de chat'

#### Meilleur scénario pour un long métrage
- Les Aventures de Tintin : Le Secret de La Licorne (The Adventures of Tintin : The Secret of the Unicorn) – Joe Cornish, Steven Moffat et Edgar Wright

#### Meilleure musique dans un long métrage
- Les Aventures de Tintin : Le Secret de La Licorne (The Adventures of Tintin : The Secret of the Unicorn) – John Williams

#### Meilleur montage pour un long métrage
- Les Aventures de Tintin : Le Secret de La Licorne (The Adventures of Tintin : The Secret of the Unicorn) – Michael Kahn

#### Meilleur special d'animation
- Kung Fu Panda : Les Secrets des Maîtres – DreamWorks Animation
  - Adventure Time – Cartoon Network Studios
  - Batman: Year One – Warner Bros. Animation
  - L'Âge de glace : Un Noël de mammouths (Ice Age: A Mammoth Christmas) – Blue Sky Studios
  - Prey 2 – Blur Studio
  - Star Tours – Industrial Light & Magic

#### Meilleurs effets animés dans un film d’animation
- Les Aventures de Tintin : Le Secret de La Licorne (The Adventures of Tintin : The Secret of the Unicorn) – Kevin Romond

#### Meilleur court métrage d'animation
- Adam and Dog (en) – Lodge Films
  - Z'ai cru voir un 'rominet – Warner Bros. Animation
  - La Luna – Pixar Animation Studios
  - (Notes on) Biology – Ornana Films
  - Paths of Hate – Platige Image
  - Dimanche – Office national du film du Canada
  - The Ballad of Nessie – Walt Disney Animation Studios
  - The Girl and the Fox – Base14
  - Une vie sauvage (en) – Office national du film du Canada and Studio GDS

#### Meilleure publicité animée
- Twinings "Sea" – Psyop
  - Audi "Hummingbird" - The Mill
  - Geico "Foghorn" – Renegade Animation
  - McDonald's "Apple Tree" – Duck Studios/Kompost
  - McDonald's "Suzi Van Zoom" – Duck Studios/Kompost
  - Norton "Stuff" – Psyop
  - O2 "Niggles & Narks" – The Mill
  - Statoil "Good Night" – Studio Aka (en)
  - "The Pirate" – Meindbender

#### Meilleure production animée pour la télévision
- Les Simpson (The Simpsons) - Gracie Films
  - Archer - FX Productions
  - Green Lantern (Green Lantern: The Animated Series) - Warner Bros. Animation
  - Hoops & YoYo Ruin Christmas - Hallmark
  - Mad - Warner Bros. Animation
  - Mary Shelley's Frankenhole Season 2 - Starburns Industries, Inc
  - Prep & Landing: Naughty vs. Nice - Walt Disney Animation Studios
  - Star Wars: The Clone Wars - Lucasfilm Animation, Ltd.

#### Meilleure production animée pour la télévision - Préscolaire
- Jake et les Pirates du Pays imaginaire (Jake and the Never Land Pirates) – Disney Television Animation
  - Chuggington – Ludorum plc
  - La Maison de Mickey (Mickey Mouse Clubhouse) – Disney Television Animation
  - The WotWots Saison 2 – Pukeko Pictures

#### Meilleure production animée pour la télévision - Enfants
- Le Monde incroyable de Gumball (The Amazing World of Gumball) – Cartoon Network in Association with Dandelion Studios, Boulder Media & Studio Soi
  - Fanboy et Chum Chum (Fanboy and Chum Chum) – Nickelodeon, Frederator
  - Kung Fu Panda : L'Incroyable Légende (Kung Fu Panda: Legends of Awesomeness) – Nickelodeon, DreamWorks Animation
  - Les Pingouins de Madagascar (Penguins of Madagascar) – Nickelodeon, DreamWorks Animation

#### Meilleur jeu vidéo animé
- Insanely Twisted Shadow Planet – Shadow Planet Productions, Gagne/Fuelcell
  - Bumpy Road – Simogo
  - Catherine (キャサリン) – Atlus
  - Gears of War 3 – Epic Games
  - Gesundheit! – Konami Digital Entertainment
  - Ghost Trick : Détective Fantôme (ゴースト トリック) – Capcom
  - Ratchet and Clank: All 4 One – Insomniac Games
  - Rayman Origins – Ubisoft Montpellier
  - Uncharted 3 : L'Illusion de Drake (Uncharted 3 : Drake's Deception) – Naughty Dog

#### Meilleurs effets animés dans un film enprise de vues réelles
- Cowboys et Envahisseurs (Cowboys and Aliens) – Gary Wu et Lee Uren
- Pirates des Caraïbes : La Fontaine de Jouvence (Pirates of the Caribbean: On Stranger Tides) – Branko Grujcic
- Transformers 3 : La Face cachée de la Lune (Transformers: Dark of the Moon) – Florent Andorra

### Récompenses individuelles

#### Meilleure animation de personnage pour un film en prises de vues réelles
- Alice au pays des merveilles (Alice in Wonderland) – Ryan Page
  - La Planète des singes : Les Origines (Rise of the Planet of the Apes) – Eric Reynolds

### Récompenses spéciales

#### Winsor McCay Award
- Walt Peregoy, Børge Ring et Ronald Searle

#### June Foray
- Art Leonardi

#### Special Achievement
- Depth Analysis